# Internationale luchthaven Washington Dulles
Washington Dulles International Airport (IATA: IAD, ICAO: KIAD) is een van de drie luchthavens die Washington D.C. bedienen. De luchthaven ligt in de Washington Metropolitan Area, 42 km ten westen van de binnenstad van Washington, en is genoemd naar John Foster Dulles, minister van Buitenlandse Zaken onder president Dwight D. Eisenhower. Het is een knooppunt voor United Airlines en Independence Air. Soms wordt Dulles-luchthaven verward met de luchthaven van Dallas in Texas. De luchthaven ligt in Loudoun County in de staat Virginia.
Doordat veel luchtvaartmaatschappijen met lage tarieven van de Dulles-luchthaven gebruikmaken, is het de vijfde drukste luchthaven van de Verenigde Staten. Gemiddeld worden er 1000 tot 1200 vluchten per dag afgehandeld (2008). In 2010 bediende de luchthaven ongeveer 23,7 miljoen passagiers. Het is na John F. Kennedy International Airport in New York de drukste luchthaven voor internationale vluchten langs de oostkust van de Verenigde Staten.
De opvallende hoofdterminal van de luchthaven, een gebouw uit 1962, is ontworpen door de Fins-Amerikaanse architect Eero Saarinen.
Bij het vliegveld ligt het reusachtige luchtvaartmuseum Steven F. Udvar-Hazy Center, een dependance van het National Air and Space Museum.
De film Die Hard 2 speelt voornamelijk op Dulles en werd er ook opgenomen.